# Spiraea schneideriana
Spiraea schneideriana är en rosväxtart som beskrevs av Alfred Rehder. Spiraea schneideriana ingår i släktet spireor, och familjen rosväxter. Utöver nominatformen finns också underarten S. s. amphidoxa.